# 亞歷山德里亞鎮區 (堪薩斯州萊文沃思縣)
亞歷山德里亞鎮區（英語：Alexandria Township）為美國堪薩斯州萊文沃思縣轄下的鎮區。2010年美国人口普查中該鎮區人口有882人。

## 地理
亞歷山德里亞鎮區涵蓋總面積為124.52平方（48.08平方英里），其中123.09平方（47.53平方英里）為陸地，1.43平方（0.55平方英里）或1.15%為水域。海拔高度316（1,037英尺）。

## 人口統計
根據2010年美國人口普查，亞歷山德里亞鎮區人口有882人，住房348戶，人口密度為7.08人/每平方公里。此鎮區居民之種族中，白人有850人，非裔美國人有3人，美洲原住民有4人，亞裔美國人有5人，太平洋島裔美國人有0人，其他種族有5人，混血種族則有15人。此外此鎮區有10人為西班牙裔或拉丁裔美國人。

## 交通

### 主要公路
- 92號堪薩斯州州道